# アレナウイルス科
アレナウイルス科（Family Arenaviridae）とはブニヤウイルス目に属するウイルスの分類における1科。一本鎖のアンビセンスRNA2分子をゲノムとするRNAウイルス。ビリオンは直径50 - 300 nm（ナノメートル）であり、エンベロープを有する。ビリオン内に宿主由来のリボソームとRNAをもつ。宿主細胞の細胞質内で増殖し、細胞質内封入体を形成する。ビリオンを電子顕微鏡で観察すると、とりこまれリボソーム粒子が砂状に見えるのでラテン語の砂を意味する"arena"にちなんで命名された。
本科にはラッサ熱など重篤な出血熱の病原体となるウイルスを含む。

## 分類
代表的なウイルスと関連疾患
- - Genus Arenavirus

旧世界アレナウイルス
- ラッサウイルス(Lassa virus)/ラッサ熱
- リンパ球性脈絡髄膜炎ウイルス (lymphocytic choriomeningitis virus;LCMV)/リンパ球性脈絡髄膜炎

など
新世界アレナウイルス

Clade A 
- ピチンデウイルス (Pichinde virus)/無症候性感染
- ホワイトウォーター・アロヨウイルス (Whitewater Arroyo virus)/出血熱

など

CladeB
- タカリベウイルス (Tacaribe virus)
- マチュポウイルス (Machupo virus) /ボリビア出血熱 (Bolivian hemorrhagic fever; BHF)
- フニンウイルス (Junin virus)/アルゼンチン出血熱（Argentine hemorrhagic fever; AHF)
- グアナリトウイルス (Guanarito virus)/ベネズエラ出血熱 (Venezuelan hemorrhagic fever; VHF)
- サビアウイルス (Sabia virus)/ブラジル出血熱 (Brazilian hemorrhagic fever; BzHF)
- チャパレウイルス (Chapare virus)/出血熱

など

CladeC
- ラティーノウイルス (Latino virus)
- オリベロスウイルス (Oliveros virus)

Unassigned
- ルジョウイルス (Lujo virus)/ 出血熱